# Burnett (hrabstwo Dodge)
Burnett – jednostka osadnicza w Stanach Zjednoczonych, w stanie Wisconsin, w hrabstwie Dodge.